# 튀르키예계 키프로스국

빨간색으로 표시된 튀르키예계 키프로스국.

1963년 시작된 키프로스 분쟁의 해결책으로서 국제적으로 다양한 회담과 계획이 세워졌고, 최종적으로 유엔에서는 그리스계 키프로스인과 튀르키예계 키프로스인의 정치적 동등성을 기반으로, "이중 지역 및 이중 공동체 연방"을 제안했다. 2004년 키프로스 재통일을 위한 유엔 아난 계획에서 제안한 통일 키프로스 공화국은, 그리스계 키프로스인과 튀르키예계 키프로스인이 각각 통치하는, 그리스계 키프로스국과 튀르키예계 키프로스국(튀르키예어: Kıbrıs Türk Devleti 크브르스 튀르크 데블레티[*], 영어: Turkish Cypriot State)으로 이루어져 있다.

## 긴급피난
아난 계획의 채택은 양 공동체의 동의가 필요했으나, 튀르키예계 키프로스 측은 계획에 찬성했으나 그리스계 키프로스 측이 거부하여 아난 계획은 무산되었고 현상 유지가 계속되었다. 키프로스섬에 새 국가가 들어설 가능성과 현재의 긴장 상태를 끝낼 기회 또한 사라졌다.
유엔 계획은 실패했지만, 국제 관례법에 따라 튀르키예계 키프로스인과 튀르키예계 정부에 일종의 "긴급피난" 자격이 얹어졌다. 투표 이후, 대형 국제 기구 다수(EU, EU-SG, OIC)에서 튀르키예계 키프로스인에 대한 지지를 보였다.

## 국제 사회
북키프로스는 최근 "튀르키예계 키프로스국"이라는 이름으로 국제 단체에 가입하고 있다. 현재는 이슬람 협력 기구와 경제 협력 기구가 튀르키예계 키프로스국이라는 형태로 북키프로스 튀르크 공화국을 인정하고 있다.

### 이슬람 협력 기구에서의 튀르키예계 키프로스국
2004년 6월, 북키프로스는 이슬람 협력 기구에 "튀르키예계 키프로스국"이라는 이름으로 옵서버 자격으로 가입했다. 이슬람 협력 기구에 따르면, 키프로스 분쟁의 해결은 그리스계 키프로스인과 튀르키예계 키프로스인의 정치적 동등성과 키프로스섬의 공동 지배권에 달려 있다.

### 경제 협력 기구에서의 튀르키예계 키프로스국
2012년 10월, 북키프로스는 경제 협력 기구에 "튀르키예계 키프로스국"이라는 이름으로 옵서버 회원국이 되었다. 북키프로스가 최초로 참가한 경제 협력 기구 회담은 경제 협력 기구 제 20회 각료 회담이었다.

## 같이 보기
- 아난 계획
- 북키프로스